# Dominique Perrier (réalisatrice)
Pour le compositeur de musique électronique, voir Dominique Perrier (compositeur).
Dominique Perrier est une réalisatrice, actrice et scénariste française née le 18 octobre 1967 à Laxou et morte le 7 août 2020 à Simorre.

## Biographie
Née en 1967, elle est la fille de Olivier Perrier, comédien, et à cette époque instituteur à Nancy, et de Dany Charoy. Dominique Perrier débute par l'assistanat image auprès de chefs-opérateurs comme Thierry Arbogast ou Eric Gautier. Elle est aussi assistante-réalisatrice pour René Allio, Hervé Le Roux, Philippe Faucon, Arnaud Desplechin ou Christophe Honoré. Elle interprète également l'un des rôles principaux de Muriel fait le désespoir de ses parents dans lequel elle est particulièrement remarquée. Parallèlement elle réalise trois moyens-métrages dont Avaler des couleuvres avec Mathieu Amalric et Judith Henry.
Dominique Perrier est vaincue par la maladie le 7 août 2020. Elle avait 52 ans seulement.

## Filmographie

### Réalisatrice
- 1992 : Léonce
- 1999 : Le Nombre i
- 2005 : Avaler des couleuvres

### Scénariste
- 1999 : Le Nombre i
- 2005 : Avaler des couleuvres

### Actrice
- 1990 : L'Amour
- 1995 : Muriel fait le désespoir de ses parents
- 2001 : On appelle ça... le printemps
- 2002 : Tout contre Léo (TV)